# السمفونية الخامسة (بيتهوفن)

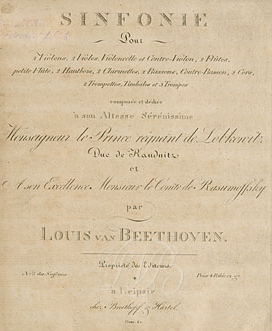
غلاف السمفونية الخامسة للمؤلف الموسيقي لودفيج فان بيتهوفن

السمفونية الخامسة لبيتهوفن في سلم دو الصغير تصنيف Op. 67 هي سمفونية للمؤلف الموسيقي الألماني لودفيج فان بيتهوفن، والتي كتبها بين سنتي 1804 و1808 م وعرضت لأول مرة في مسرح فيينا سنة 1808.
تعد السمفونية الخامسة لبيتهوفن واحدة من أشهر المؤلفات في الموسيقى الكلاسيكية،  ووصفها الكاتب والمؤلف الألماني ارنست هوفمان بأنها «واحدة من أبرز المؤلفات الموسيقية المعاصرة».
تبدأ السمفونية بأربع علمات مميزة «قصير-قصير-قصير-طويل» مرتين: ()

## الحركات الأربعة
تتكوّن السمفونية الخامسة من أربع حركات ويستغرق الأداء النموذجي حوالي 30 دقيقة:

### الحركة الأولى
حركة سريعة على نمط سوناتا:

### الحركة الثانية
حركة ثانية بطيئة أندنتي كون موتو (Andante con moto):

### الحركة الثالثة
حركة ثالثة على نمط سكيرتسو أليجرو (Scherzo Allegro):

### الحركة الرابعة
تختتم السمفونية بحركة سريعة أليجرو (Allegro) على نمط سوناتا نادر:

## هامش
1. 1 2  مذكور في: Grove Music Online. مُعرِّف الغرض الرَّقميُّ (DOI): 10.1093/GMO/9781561592630.ARTICLE.40026. الوصول: 13 يناير 2019. الناشر: دار نشر جامعة أكسفورد. لغة العمل أو لغة الاسم: الإنجليزية.
2. 1 2  "مدونة موسيقية". اطلع عليه بتاريخ 2015-03-22.
3. ↑  Schauffler, Robert Haven. Beethoven: The Man Who Freed Music. Doubleday, Doran, & Company. Garden City, New York. 1933; pg 211